# Southampton F.C.
Câu lạc bộ bóng đá Southampton (Southampton Football Club) là một đội bóng đá Anh, có biệt danh The Saints, có trụ sở tại thành phố Southampton, Hampshire. Câu lạc bộ đang thi đấu tại giải Ngoại hạng Anh. Sân nhà của họ là của sân vận động St Mary, nơi mà câu lạc bộ chuyển đến vào năm 2001 từ The Dell.
Câu lạc bộ có biệt danh "The Saints" kể từ khi thành lập vào năm 1885 do lịch sử của câu lạc bộ này là một đội bóng đá của nhà thờ, được thành lập bởi Giáo hội St Mary của Hiệp hội Thanh niên Anh (hoặc St Mary YMA) và đã chơi trong màu áo sọc đỏ và trắng. Câu lạc bộ có kình địch là Portsmouth do khoảng cách địa lý của 2 đội bóng là khá gần nhau và cả hai câu lạc bộ đều có lịch sử về hàng hải. Kể từ mùa giải 2011-12, Southampton và Portsmouth đã cùng tham gia giải đấu South Coast Derby.
Câu lạc bộ đã giành được FA Cup một lần vào năm 1976, và thành tích cao nhất từ trước đến nay là kết thúc giải đấu của họ ở thứ hai trong khuôn khổ Football League Championship 1983-1984. Southampton bị xuống hạng từ Premier League vào ngày 15 tháng 5 năm 2005 đánh dấu sự kết thúc của 27 mùa bóng thành công liên tiếp của câu lạc bộ này tại giải đấu hàng đầu nước Anh.
Ngày 8 tháng 7 năm 2009, câu lạc bộ đã được mua lại bởi doanh nhân Thụy Sĩ gốc Đức Markus Liebherr, ông đã mất vào ngày 10 tháng 8 năm 2010. Tháng 9 năm 2010, Nigel Adkins được bổ nhiệm làm huấn luyện viên mới với một hợp đồng 3 năm và nhiệm vụ dẫn dắt Southampton trở lại Premier League. Họ trở lại Premier League vào mùa giải 2012-13 và thi đấu giải này từ đó đến nay

## Các cầu thủ ghi bàn nhiều nhất
- 185 Mick Channon 1966–1977 & 1979–1982
- 162 Matthew Le Tissier 1986–2002
- 160 Terry Paine 1956–1974
- 156 Bill Rawlings 1920–1927
- 154 George O’Brien 1959–1966
- 145 Derek Reeves 1954–1963
- 145 Eric Day 1945–1957
- 134 Ron Davies 1966–1973
- 097 Martin Chivers 1962–1968
- 090 Tommy Mulgrew 1954–1962

## Kỷ lục
Chuỗi trận thắng liên tiếp
- 10 trận, 16/4/2011 – 20/8/2011 (Giải đấu)
- 11 trận, 16/4/2011 – 20/82011 (Tất cả)

Chuỗi trận bất bại liên tiếp
- 19 trận, 5/9/1921 – 31/12/1921

Chuỗi trận thắng liên tiếp trên sân nhà
- 19 trận, 12/2/2011 – 29/11/2011 (Giải đấu)
- 21 trận, 12/2/2011 – 29/11/2011 (Tất cả)

Trận thắng đậm nhất
- Sân nhà
  - 14–0 gặp Newbury Town, 13/10/1894 (FA Cup)
  - 11–0 gặp Northampton Town, 28/12/1901 (Southern League)
  - 11–0 gặp Watford, 13/12/1902 (Southern League)
  - 8–0 gặp Northampton Town, 24/12/1921 (Football League Third Division South)
  - 8-0 gặp Sunderland, 18/10/2014 (Giải bóng đá Ngoại hạng Anh)
- Sân khách
  - 6–0 gặp Carlisle United, 22/1/1977 (League One)
  - 6–0 gặp Wolverhampton Wanderers, 31/3/2007 (Championship)
  - 6–0 gặp Oldham Athletic, 11/1/2011 (League Two)

Trận thua đậm nhất
- Sân nhà
  - 0–6 gặp Plymouth Argyle, 5/12/1931 (League Two)
  - 0–6 gặp Brentford, 9/3/1959 (Giải bóng đá hạng tư Anh)
  - 0-9 gặp Leicester City, 25/10/2019 (Giải bóng đá ngoại hạng Anh)
- Sân khách
  - 0–8 vs Crystal Palace, 16/11/1913 (Southern League)
  - 0–8 gặp Tottenham Hotspur, 28/3/1936 (League Two)
  - 0–8 gặp Everton, 20/11/1971 (League One)
  - 0–9 gặp Manchester United, 3/2/2021 (Giải bóng đá ngoại hạng Anh)

Các trận đấu có nhiều bàn thắng nhất
- 9–3 (sân nhà) gặp Wolverhampton Wanderers, 18/9/1965 (League Two)

Cầu thủ đá nhiều trận nhất
Terry Paine – 815: 1956–1974
Cầu thủ ghi bàn trận nhất
Mick Channon – 228: 1966–1977, 1979–1982
Cầu thủ đá nhiều trận nhất trong 1 mùa giải
Derek Reeves – 44: 1959–60
Cầu thủ đá nhiều trận nhất trong 1 trận đấu
Albert Brown – 7: against Northampton Town, 28/12/1901
Cầu thủ trẻ xuất sắc nhất
Theo Walcott – 16 năm 143 ngày. vs Wolverhampton Wanderers, 6/8/2005
Cầu thủ chơi nhiều nhất cho đội tuyển quốc gia
Peter Shilton – đá 49 trận cho đội tuyển Anh (tổng tất cả 125 trận)
Kỷ lục chuyển nhượng
- Mua: Rory Delap, £4,200,000 từ Derby County
- Bán Van Dijk, £75,000,000 tới Liverpool.

Trận đấu nhiều khán giả nhất
32,363 vs Coventry City, 28/4/2012

## Đội hình

### Đội hình hiện tại
Tính đến 12 tháng 7 năm 2023
Ghi chú: Quốc kỳ chỉ đội tuyển quốc gia được xác định rõ trong điều lệ tư cách FIFA. Các cầu thủ có thể giữ hơn một quốc tịch ngoài FIFA.
| Số | VT | Quốc gia | Cầu thủ                        |
| -- | -- | -------- | ------------------------------ |
| 1  | TM | Anh      | Alex McCarthy                  |
| 2  | HV | Anh      | Kyle Walker-Peters             |
| 4  | HV | Brasil   | Lyanco                         |
| 5  | HV | Anh      | Jack Stephens                  |
| 6  | HV | Croatia  | Duje Ćaleta-Car                |
| 7  | TV | Nigeria  | Joe Aribo                      |
| 8  | TV | Anh      | James Ward-Prowse (đội trưởng) |
| 9  | TĐ | Anh      | Adam Armstrong                 |
| 10 | TĐ | Scotland | Ché Adams                      |
| 12 | TĐ | Nigeria  | Paul Onuachu                   |
| 14 | HV | Anh      | James Bree                     |
| 15 | HV | Pháp     | Romain Perraud                 |
| 16 | HV | Anh      | Thierry Small                  |
| 17 | TV | Scotland | Stuart Armstrong               |
| 18 | TĐ | Pháp     | Sékou Mara                     |
| 19 | TV | Mali     | Moussa Djenepo                 |

| Số | VT | Quốc gia         | Cầu thủ             |
| -- | -- | ---------------- | ------------------- |
| 20 | TV | Ghana            | Kamaldeen Sulemana  |
| 21 | HV | Anh              | Tino Livramento     |
| 22 | HV | Ghana            | Mohammed Salisu     |
| 23 | TV | Anh              | Samuel Edozie       |
| 26 | TV | Argentina        | Carlos Alcaraz      |
| 27 | TV | Pháp             | Ibrahima Diallo     |
| 28 | HV | Tây Ban Nha      | Juan Larios         |
| 31 | TM | Cộng hòa Ireland | Gavin Bazunu        |
| 35 | HV | Ba Lan           | Jan Bednarek        |
| 37 | HV | Đức              | Armel Bella-Kotchap |
| 38 | HV | Anh              | Dynel Simeu         |
| 45 | TV | Bỉ               | Roméo Lavia         |
| —  | HV | Cộng hòa Ireland | Ryan Manning        |
| —  | TV | Bắc Ireland      | Shea Charles        |
| —  | TV | Cộng hòa Ireland | Will Smallbone      |
| —  | TV | Anh              | Nathan Tella        |

### Cầu thủ cho mượn
Ghi chú: Quốc kỳ chỉ đội tuyển quốc gia được xác định rõ trong điều lệ tư cách FIFA. Các cầu thủ có thể giữ hơn một quốc tịch ngoài FIFA.
| Số | VT | Quốc gia | Cầu thủ                                                       |
| -- | -- | -------- | ------------------------------------------------------------- |
| 30 | TM | Ba Lan   | Mateusz Lis (câu lạc bộ Göztepe mượn tới cuối mùa)            |
| 47 | TM | Anh      | Ollie Wright (câu lạc bộ Bath City mượn tới hết mùa)          |
| 59 | HV | Anh      | Nico Lawrence (câu lạc bộ Colchester United mượn tới hết mùa) |

### Học viện bóng đá và đội U-21
- Xem tại Học viện bóng đá Southampton

## Danh hiệu
League
- First Division (cấp độ 1)
  - Á quân: 1983–84

Cup
- FA Cup
  - Vô địch: 1975–76
  - Á quân: 1899–1900, 1901–02, 2002–03
- Football League Cup / EFL Cup
  - Á quân: 1978–79, 2016–17
- Full Members' Cup
  - Á quân: 1991–92

## Liên kết
- Saints TV
- Southampton Historical Football Kits
- The Saints Hub Lưu trữ ngày 27 tháng 1 năm 2021 tại Wayback Machine